# 알라오트라여우원숭이
알라오트라여우원숭이(Hapalemur alaotrensis)는 대나무여우원숭이의 일종이다. 알라오트라젠틀여우원숭이로도 알려져 있으며, 현지에서는 반드로로 불린다. 마다가스카르섬 북동부의 알라오트라 호 주위와 그 안쪽의 갈대밭이 원 서식지다. 알라오트라여우원숭이는 파피루스 갈대밭에 특히 적응해서 사는 유일한 영장류다. 다른 대나무여우원숭이들처럼, 알라오트라젠틀여우원숭이는 대나무를 먹지 않으며, 대신 이들의 서식지인 파피루스 갈대밭에서 먹이를 구한다.
꼬리와 몸 길이는 양쪽 모두 평균적으로 40 cm정도이며, 몸무게는 1.1 kg과 1.4 kg 사이로, 수컷이 암컷보다 약간 더 나간다.